# Paulus Sladek
Paulus Sladek (* 28. Januar 1908 in Třebenice als Friedrich Sladek; † 2. November 2002 in Zwiesel) war ein deutscher Theologe und Augustiner-Eremit.

## Leben
Paulus Sladek wurde in eine tschechisch-deutsche Familie geboren. Er studierte am Gymnasium in Česká Lípa, wo Augustiner des örtlichen Klosters unterrichteten. Er engagierte sich im Staffelstein-Verein (zusammen mit einem anderen späteren Augustiner, P. Augustine Schubert).
1926 trat er dem Augustinerorden im Prager Kloster in der Kleinstadt bei. Hier nahm er den religiösen Namen Paulus an. 1931 erhielt er eine Priesterweihe und arbeitete einige Zeit im Kloster Českolipské. Anschließend zog er nach Prag, lebte in einem Kloster in der Kleinstadt und widmete sich der Seelsorge der Studenten. Er war Prediger für deutschsprachige Studenten.
Nach 1945 reiste er nach Deutschland aus. Ein Jahr später war er an der Gründung der Ackermann-Gemeinde beteiligt. Den Rest seines Lebens verbrachte er in Deutschland. 1990 beteiligte er sich an der Restaurierung des Augustinerklosters in Malá Strana in der Nähe der Kirche St. Tomas und hielt bei dieser Gelegenheit eine tschechische Predigt. Er lebte im Kloster in Zwiesel, wo er 2002 starb und begraben wurde.

## Schriften (Auswahl)
- Der Augustinerprovinzial Kosmas Schmalfus, O.S.A. (1730–1811) Rektor der Prager Universitat. Prag 1931, OCLC 44539754.
- Gott und Welt nach dem Sentenzenkommentar des heiligen Thomas von Aquin. Würzburg 1941, OCLC 72131200.
- Vertriebene Jugend zwischen alter und neuer Heimat. München 1955, OCLC 802146394.
- Heimat und Heimaterlebnis im Lichte einer christlichen Tiefenpsychologie. München 1971, OCLC 632338519.